# Didymocarpus yunnanensis
Didymocarpus yunnanensis är en tvåhjärtbladig växtart som först beskrevs av Adrien René Franchet, och fick sitt nu gällande namn av William Wright Smith. Didymocarpus yunnanensis ingår i släktet Didymocarpus och familjen Gesneriaceae. Inga underarter finns listade i Catalogue of Life.